# BZN live - 20 jaar
BZN live-20 jaar is een album van BZN, uitgebracht op de toen nog gebruikelijke langspeelplaat en muziekcassette. Het album bevat 23 nummers van BZN op twee elpees, waarvan er 17 hits uit de Nederlandse Top 40 zijn. Onder deze de twee nummer 1-hits Mon amour en Pearlydumm. Dit album werd live opgenomen ter gelegenheid van het 20-jarig bestaan van de band. Alle nummers zijn niet op dezelfde plek opgenomen. Er werden opnamen gemaakt in de Frieslandhal in Leeuwarden, Ahoy in Rotterdam, de Martinihal in Groningen, Carré in Amsterdam en op de Bloemenveiling Westland in Naaldwijk.
Het album, dat goud en platina bereikte, was de week na verschijning  het album van de week. Hierna stond het album 25 weken in de Elpee Top 75, waarvan de vijfde positie het hoogst haalbare was. Het album werd uitgebracht in Nederland en Indonesië. Later, in 1991, werd ongeveer de helft van de nummers van deze live-elpee uitgebracht in Zuid-Afrika op cd. Later verscheen dit album ook op cd in Nederland. Hierop ontbraken eveneens enkele nummers, omdat op twee elpees meer ruimte is dan op een cd.
Op deze elpee zijn ook twee zogeheten covers te vinden, te weten Desperado, solo gezongen door zangeres Carola, en Eve of the War. Dit laatste nummer is op elpee gecombineerd met een minutenlange drumsolo van Jack Veerman.
Vlak na de opname van dit album kreeg zangeres Carola Smit een herseninfarct.

## Tracklist
lp 1 (kant A)
1. Chanson d'amour (live) [Th. Tol/J. Tuijp/C. Tol]
2. Rain, rain (live) [Th. Tol/J. Tuijp/C. Tol]
3. Run away home (live) [Th. Tol/J. Tuijp/C. Tol]
4. Twilight (live) [Th. Tol/J. Tuijp/C. Tol]
5. Just an illusion (live) [Th. Tol/J. Tuijp/C. Tol]
6. La saison française (live) [Th. Tol/J. Keizer]
lp 2 (kant B)
7. Rockin' the trolls (live) [Th. Tol/J. Tuijp/C. Tol]
8. Blue eyes (live) [Th. Tol/J. Tuijp/C. Tol]
9. If I say the words (live) [Th. Tol/J. Tuijp/C. Tol]
10. Desperado (live) [J. Browne/J. Souther/G. Frey/Don Henley]
11. Mon amour (live) [Th. Tol/J. Keizer]
12. Waltzing Maria (live) [Th. Tol/J. Tuijp/C. Tol]
lp 3 (kant A)
13. Pearlydumm (live) [Th. Tol/J. Tuijp/C. Tol]
14. The summertime (live) [Th. Tol/J. Tuijp/C. Tol]
15. La France (live) [Th. Tol/J. Tuijp/C. Tol]
16. The old Calahan (live) [Th. Tol/J. Tuijp/C. Tol]
17. a) Eve of the war (part I) (live) [Jeff Wayne] (niet op de cd)
b) The Jacksong (live) [J. Veerman] (niet op de cd)
c) Eve of the war (part II) (live) [Jeff Wayne] (niet op de cd)
lp 4 (kant B)
18. Lady McCorey (live) [Th. Tol/J. Tuijp/C. Tol] (niet op de cd)
19. Margarita (live) [Th. Tol/J. Tuijp/C. Tol] (alleen op de lp)
20. Breaking my heart (live) [Th. Tol/J. Tuijp/C. Tol] (niet op de cd)
21. Marching on (live) [Th. Tol/J. Tuijp/C. Tol] (niet op de cd)
22. Love's like a river (live) [Th. Tol/J. Tuijp/C. Tol] (niet op de cd)
23. Le légionnaire (live) [Th. Tol/J. Keizer]